# Mainzer Carneval-Verein
Der Mainzer Carneval-Verein 1838 e. V. (MCV) ist der älteste Karnevalsverein der Mainzer Fastnacht. Er übernimmt seit 1838 die Organisation und Durchführung des Mainzer Rosenmontagszuges und organisiert gemeinsam mit anderen Fastnachtsvereinen die international bekannte Fastnachtsfernsehsitzung Mainz bleibt Mainz, wie es singt und lacht.

## Geschichte
Der Mainzer Carneval-Verein wurde am 19. Januar 1838 gegründet. Ausgangspunkt der modernen Fastnacht in Mainz waren das Erstarken des Bürgertums nach dem Untergang des Alten Reiches zum Beginn des 19. Jahrhunderts und die starken Wirtschaftsbeziehungen zu Köln, wo 1823 eine Reform der Fastnacht stattgefunden hatte, die erstmals Sitzungen und einen großen Umzug am Rosenmontag vorsah. Die Mainzer orientierten sich am Kölner Vorbild, freilich nicht ohne Gegensätze zu betonen. Als in Köln Gegenströmungen zur Fastnacht auftraten, organisierten die Mainzer Fastnachter 1837 unter dem Namen „Krähwinkler Landsturm“ einen Umzug, an dem die älteste Korporation der Mainzer Fastnacht, die spätere Mainzer Ranzengarde erstmals auftrat.
1838 beschlossen Mainzer Bürger, die Fastnacht „in besserer Ordnung und edlerem Geschmack“ zu feiern. So beantragte der Verein am 9. Februar 1838 einen „Fastnachtmontagszug“, der am 26. Februar 1838 erstmals stattfand. Eine erste „närrische Generalversammlung“, zu der am 24. Januar 1838 in der Mainzer Zeitung geladen wurde, fand im Saal des Römischen Königs in der Grebenstraße statt. Prominente Mitglieder des MCV im 20. Jahrhundert waren Ernst Neger, der unter anderem das bekannte Lied Humba Täterä sang, sowie Willi Scheu, der als Bajazz mit der Laterne auftrat.

## Präsidenten

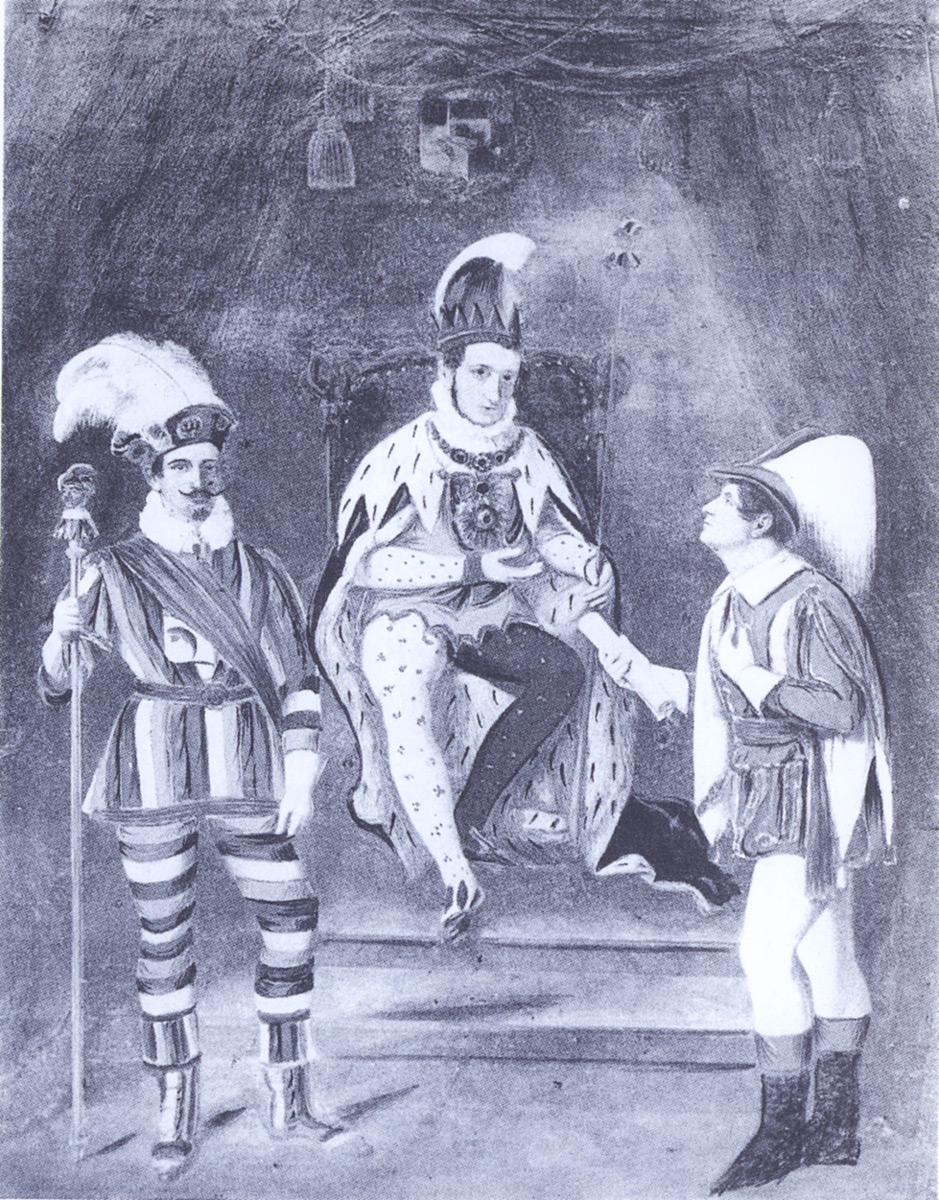
Carl Michel (links) als Herold des Prinzen Carneval 1838

In den ersten Jahrzehnten der Mainzer Fastnacht mussten in jedem Jahr die Kampagnen von den Behörden des Großherzogtums Hessen-Darmstadt genehmigt werden. Dementsprechend musste der MCV, der die Kampagnen organisierte, auch jedes Jahr neu gegründet werden. Daraus ergab sich, dass bis in die 1880er Jahre die Präsidenten des MCV praktisch jährlich wechselten. Ab den 1860er Jahren kam es sogar immer wieder zu Doppel- oder gar Dreifachpräsidentschaften, da sich des Öfteren die Vereins- und Sitzungspräsidenten die Arbeit teilten. Erst in den 1880er Jahren lockerten sich diese behördlichen Vorgaben und es kam zu längeren Amtsperioden der Vorsitzenden. Ab 1925 begannen mit Heinrich Bender „die langen Perioden“ der Präsidentschaften. Aber erst ab 1947 wurde dann die Vereinspräsidentschaft von der Tätigkeit des Sitzungspräsidenten völlig abgekoppelt.
Die Präsidenten des
Mainzer Carneval-Vereins
von 1838 bis heute
- 1839: Carl Michel (Gründungspräsident)
- 1840–1841: Heinrich Delahaye
- 1842: Josef Scholl
- 1843–1844: Dettmar Pietsch
- 1845: Franz Zitz
- 1846: Johann Baptist Claudi
- 1847: Wilhelm Trunk
- 1848: Kein Präsident
- 1849–1854: Wilhelm Trunk
- 1855: Kein Präsident
- 1856: Friedrich Goldbeck
- 1857: Friedrich Knußmann
- 1858: Karl Michel jun.
- 1859: Kein Präsident
- 1859: Friedrich Knußmann
- 1860: Alexis Dumont und Johann Adam Lennig
- 1861: Karl Schmitz und Wilhelm Link
- 1862: Carl Wallau und Friedrich Bock
- 1863: Stefan Karl Michel
- 1864: Kein Präsident
- 1865: Nikolaus Seyler, Karl Georg Schmitz und Carl Wallau
- 1866: Nikolaus Seyler
- 1867–1872: Keine Präsidenten
- 1873: Nikolaus Seyler
- 1874: Johann Josef Schmitz und Friedrich Bock
- 1875: Nikolaus Seyler
- 1876–1877: Keine Präsidenten
- 1878–1879: Josef Laufs
- 1880–1883: Keine Präsidenten
- 1884–1885: Wilhelm Jacoby
- 1886: Wilhelm Jacoby und Josef Racké
- 1887: Wilhelm Jacoby, Max Weller und Josef Laufs
- 1888: Wilhelm Jacoby
- 1889: Wilhelm Jacoby, Max Weller, Josef Zuckmayer, Josef Racké und Thomas Falk
- 1890: Josef Zuckmayer
- 1891: Emil Koch
- 1892: Emil Koch und Josef Zuckmayer
- 1893: Josef Zuckmayer
- 1894: W. Hochgesand
- 1895: Karl Göttelmann
- 1896: Geschäftsführendes Komitee, da nur Konzerte und Bälle
- 1897: Max Weller
- 1898: Geschäftsführendes Komitee, da nur Konzerte und Bälle
- 1899: Ferdinand Schmitz, Anton Alexander, August Lembach
- 1900–1901: Ferdinand Schmitz
- 1902–1905: Hans Metz
- 1906–1907: Cornelius Daub
- 1908–1909: Jakob Glotzbach und Heinrich Bender
- 1910–1911: Jakob Glotzbach und Hans Reen
- 1912–1914: Hans Reen
- 1915 bis 1924 Keine Präsidenten
- 1925: Heinrich Bender und Jakob Glotzbach
- 1926–1938: Heinrich Bender
- 1935: Geschäftsführender Vorsitzender: Fritz Saurmann
- 1936–1939: Geschäftsführender Vorsitzender: Hans Weis
- 1940–1946: Kein Präsident
- 1947–1955: Seppel Glückert
- 1956–1970: Karl Moerlé
- 1971–1980: Franz Wilk
- 1981–1991: Rudolf (Rudi) Henkel
- 1991–2006: Werner Mundo
- 2007–2016: Richard Wagner
- 2016–2022: Reinhard Urban[2]
- seit 2022:0 Hannsgeorg Schönig[3]

## Wappen
Das Wappen des MCV ist geviert. Jedes Feld trägt eine der vier närrischen Farben. Heraldisch rechts oben die närrische Zahl 11 auf rotem Grund. Daneben auf weißem Grund eine Wespe, die in einen Apfel sticht. Unten rechts eine blaue Windmühle auf gelbem Grund sowie daneben ein gelber Halbmond mit Nase auf blauem Grund.

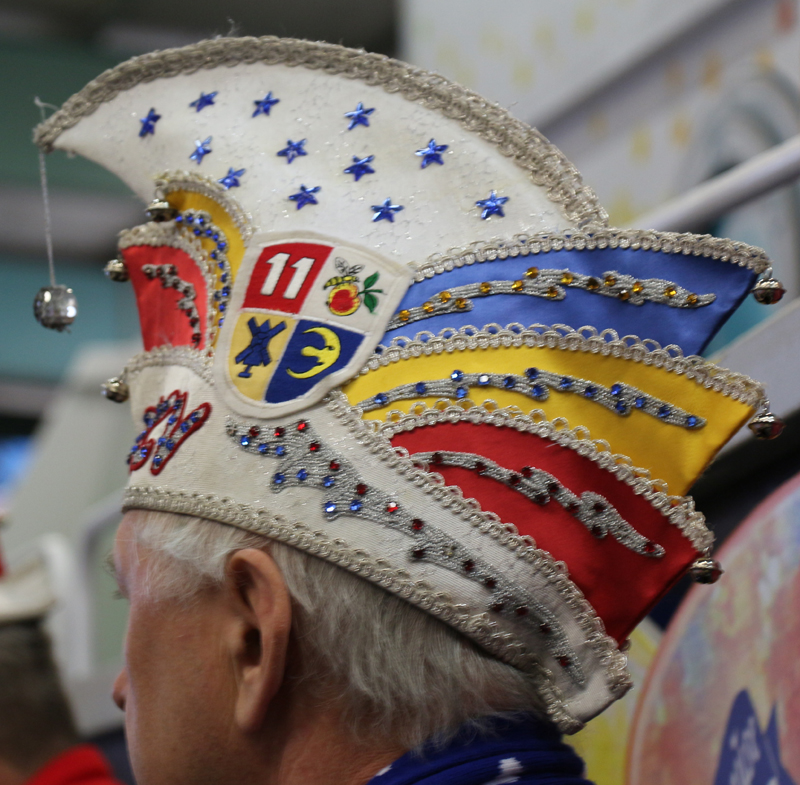
Komiteekappe des  MCV
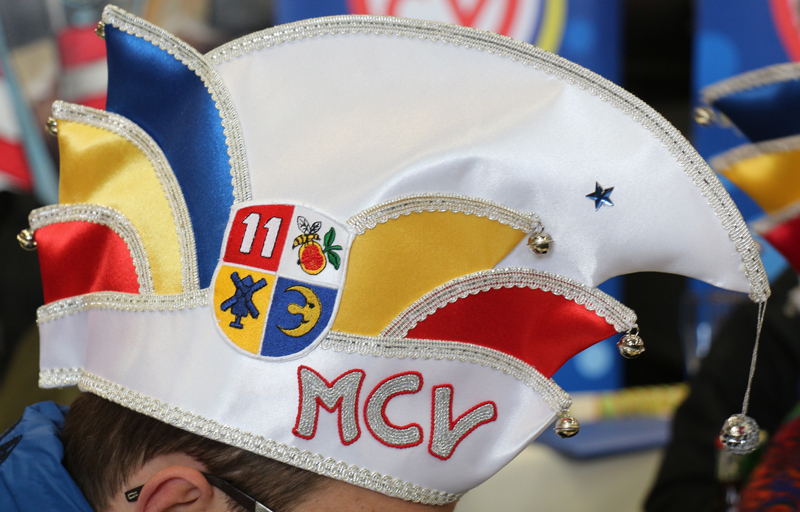
Aktivenkappe des MCV (ein blauer Stern)